# Équipe d'Irlande de rugby à XV au Tournoi des Cinq Nations 1974
L'équipe d'Irlande de rugby à XV au Tournoi des Cinq Nations 1974 termine première avec deux victoires, un match nul et une défaite contre l'équipe de France.  

## Effectif
Dix huit joueurs ont contribué à ce succès, sous la conduite de leur capitaine, Willie-John McBride. 
| Entraîneur |                        |                                                            |
| Avants     | Pilier                 | Ray McLoughlin, Sean Lynch                                 |
| Avants     | Talonneur              | Ken Kennedy                                                |
| Avants     | Deuxième ligne         | Willie-John McBride (cap.), Moss Keane                     |
| Avants     | Troisième ligne aile   | Fergus Slattery, Stewart McKinney, Shay Deering            |
| Avants     | Troisième ligne centre | Terry Moore                                                |
| Arrières   | Demi de mêlée          | John Moloney                                               |
| Arrières   | Demi d'ouverture       | Michael Quinn                                              |
| Arrières   | Centre                 | Mike Gibson, Richard Milliken                              |
| Arrières   | Ailier                 | Arthur McMaster, Vincent Becker, Patrick Lavery, Tom Grace |
| Arrières   | Arrière                | Tony Ensor                                                 |

## Résultats des matchs
- Le 19 janvier, défaite 6-9 contre l'équipe de France à Paris
- Le 2 février, match nul 9-9 contre l'équipe du pays de Galles à Dublin
- Le 16 février, victoire 26-21 contre l'équipe d'Angleterre à Twickenham
- Le 2 mars, victoire 9-6 contre l'équipe d'Écosse à Dublin

## Statistiques

### Meilleur réalisateur
- Tony Ensor : 18 points

### Meilleur marqueur d'essais
- Mike Gibson : 2 essais